# Uricotélico
Los uricotélicos son aquellos animales que excretan ácido úrico como principal catabolito nitrogenado, es decir, que excretan el exceso de nitrógeno en forma de ácido úrico.
Son uricotélicos los moluscos gasterópodos, los insectos, todos los reptiles (excepto los quelonios) y las aves. La única raza de perro uricotélica es el dálmata.
Este término fue acuñado en 1916 por el bioquímico italiano Antonio Clementi.